# Cesplumtantita
La cesplumtantita és un mineral de la classe dels òxids. Rep el nom de la seva composició química, contenint cesi, plom i tàntal.

## Característiques
La cesplumtantita és un òxid de fórmula química Cs₂Pb₃Ta₈O24. Cristal·litza en el sistema tetragonal. La seva duresa a l'escala de Mohs és 7.
Segons la classificació de Nickel-Strunz, la cesplumtantita pertany a «04.DM - Minerals òxids amb proporció metall:oxigen = 1:2 i similars, amb cations grans (+- mida mitja); sense classificar» juntament amb els següents minerals: rankamaïta, sosedkoïta, eyselita i kuranakhita.

## Formació i jaciments
Va ser descoberta a la mina Manono, situada a la regió de Tanganyika, a la República Democràtica del Congo. Es tracta de l'únic indret on ha estat descrita aquesta espècie mineral.